# Magnolia maudiae
Espèce
Statut de conservation UICN

 LC  : Préoccupation mineure
Magnolia maudiae est une espèce de plantes à fleurs de la famille des Magnoliacées. C'est un arbre endémique de Chine.

## Description
C'est un arbre.

## Répartition et habitat
Cette espèce est endémique de Chine où elle est présente dans les provinces de Hainan, Guangdong, Guangxi, Guizhou, Jiangxi, Zhejiang, Anhui et Fujian.

## Liste des variétés
Selon World Checklist of Selected Plant Families (WCSP) (31 décembre 2013) :
- Magnolia maudiae (Dunn) Figlar (2000)

Selon Tropicos (31 décembre 2013) (Attention liste brute contenant possiblement des synonymes) :
- variété Magnolia maudiae var. hunanensis (C.L. Peng & L.H. Yan) Sima
- variété Magnolia maudiae var. platypetala (Hand.-Mazz.) Sima